# Eugène Chauffeur
Eugène Chauffeur, né à Valence le 12 juillet 1830 et mort à Rouen le 4 novembre 1904, est un officier français commandeur de la Légion d'honneur.
Il reçoit pas moins de huit blessures graves au cours de sa carrière. Il sert en Crimée, est cité à l'ordre de l'armée au Mexique et est fait prisonnier à Metz lors de la guerre franco-prussienne de 1870.

## Biographie

### Famille et études
Le colonel Eugène Chauffeur, est le fils de Jean Michel Chauffeur (1795-1869), entrepreneur en bâtiment (entreprise Michel-Chauffeur) à Valence, ancien du 4e régiment de gardes d'honneur de la Garde Impériale, vétéran de la Campagne de France (1814) sous Napoléon Ier, chevalier de la Légion d'honneur et capitaine des Sapeurs-pompiers de Valence, titulaire de la médaille de Sainte-Hélène. Sa mère est Louise Reyne Ferrier (1801-1869).
Eugène Chauffeur, le plus jeune des enfants du couple, a trois frères : Jules (1820-1872), François et Auguste (architectes à Valence). Le 26 octobre 1846, il entre en rhétorique au collège de Juilly où il termine honorablement sa classe de philosophie le 1er août 1848. À la fin de sa scolarité, le directeur du collège, l'abbé Carl, note à son sujet : « Eugène nous a donné toute satisfaction ; il est calme, studieux, appliqué, attentif à remplir tous ses devoirs et exquis dans ses relations avec les personnes qui l'entourent. Il a travaillé avec zèle et ardeur [...], il a montré du cœur et de la conscience dans toute sa manière d'être. ». Eugène Chauffeur épouse à Dieppe Charlotte Marine Prospérine Ledoux en octobre 1876.

### Engagement militaire
Eugène Chauffeur s'engage volontairement dans l'Armée française le 8 mars 1851 à l'âge de 20 ans. Incorporé comme simple soldat au 3e régiment d’infanterie légère, il est promu caporal le 5 mars 1852. Puis, il intègre l'École spéciale militaire de Saint-Cyr le 18 novembre 1853. Il en sort, le 31 janvier 1855 avec le grade de sous-lieutenant et le 19e rang au classement de sortie.

### Campagne d'Orient
Le sous-lieutenant Chauffeur intègre le 10e bataillon de chasseurs à pied le 31 janvier 1855, au sein duquel il participe à la Campagne d'Orient (Crimée). Grièvement blessé à la tête, au-dessus de la tempe droite, par un coup de feu lors du siège de Sébastopol, Eugène Chauffeur reçoit la croix de chevalier de l'Ordre national de la Légion d'honneur par décret impérial le 26 mai 1856. Il est également décoré de la médaille de Crimée par la reine Victoria ainsi que de l'ordre du Médjidié.

### Campagne du Mexique
Promu lieutenant le 8 novembre 1857, il intègre ensuite le 7e bataillon de chasseurs à pied avec lequel il participe à l'Expédition du Mexique. En mai 1862, il est blessé à la joue et à la jambe gauche par un éclat de pierre à la bataille de Puebla. Sa bravoure lui vaut l'honneur d'entrer le premier dans Mexico.
Le 28 octobre 1864, le commandant de la compagnie, le capitaine Joseph-Paul Ferrer, part chasser au mépris des consignes de sécurité. Il est attaqué par deux villageois, poignardé et laissé pour mort. Le lieutenant Chauffeur, apprenant que son capitaine était grièvement blessé en plein pays insurgé, prend une dizaine de chasseurs avec lui et part derrière les lignes ennemies ramener le capitaine Ferrer à l'hôpital. Pendant la convalescence du capitaine Ferrer, le lieutenant Chauffeur assume le commandement de la compagnie.

#### Bataille de Veranos

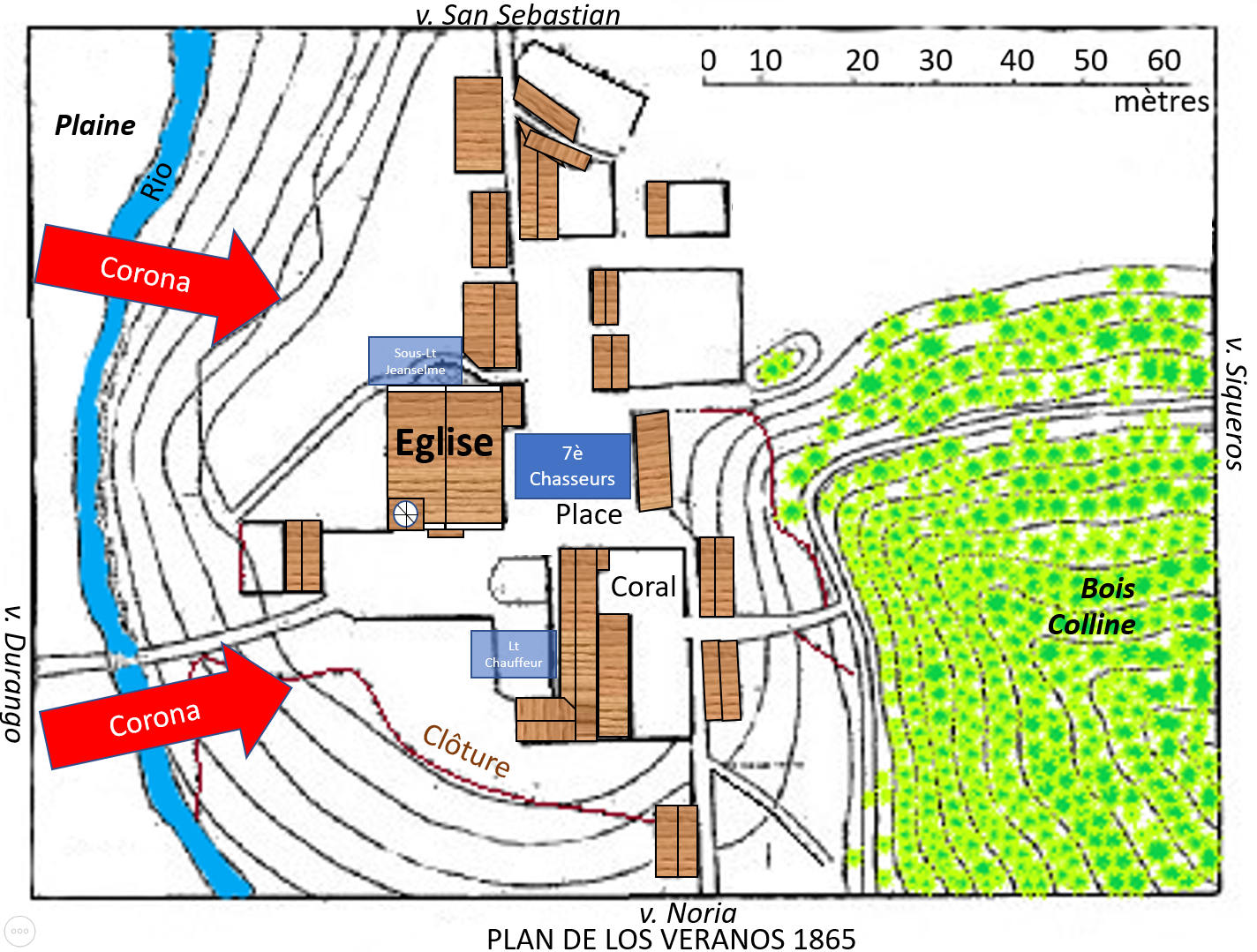
Plan du combat de Veranos 10 janvier 1865

Eugène Chauffeur se couvre ensuite de gloire (dixit La France Militaire et d'autres journaux) lors de la bataille de Veranos, dans l'État de Sinaloa, dont il assure la défense le soir du 10 janvier 1865,.
Le général Armand Alexandre de Castagny avant de partir à la recherche des troupes mexicaines, avait demandé au génie de tracer les contours d'un retranchement autour de Los Veranos et les sapeurs se mirent à l'ouvrage de 5 h du matin jusqu'à ce qu'ils suivent la colonne du général à son départ du village vers 8 h du matin. La 4e compagnie du 7e Chasseurs est donc laissée seule, dans le village de Los Veranos sous le commandement du lieutenant Chauffeur avec la garde de 100 000 piastres et de la réserve de cartouches et de biscuits. Chauffeur confie au sous-lieutenant Jeanselme la formation d'un réduit au niveau de l'avant de l'église et de la tienda juste à côté, et place ses sentinelles pour surveiller les abords du village. Il part ensuite avec une section chercher des vivres (café et sucre) en direction de Noria. Pendant ce temps, le général de Castagny dirigeait sa colonne en direction de Siqueiros et la colonne du colonel Garnier se trouvait, elle, à Mazatlán.
Les Mexicains avaient fait le 10 janvier, une razzia des 200 mulets du général de Castagny laissés sans suffisamment de surveillance. Prévenu par ses espions que seule une compagnie occupait le village de Los Veranos, le général mexicain Ramón Corona (es) déplace son millier d'hommes de San Sebastian au village de Tepuxta où il arrive vers 3 h de l'après-midi, tandis que son adjoint Martinez est au village de Verde avec environ 500 autres hommes.
Les villageois sont prévenus par les espions et quittent peu à peu le village sans que les soldats du 7e Chasseurs ne s'en soucient. Le lieutenant Chauffeur, revient de La Noria avec la 2e section. La journée s'était passée calmement lorsque vers six heures et demie, à l'heure où les deux officiers Chauffeur et Jeanselme dînaient, le village fut attaqué par 1 500 Mexicains commandés par Corona. Le lieutenant Chauffeur dirige la défense de ses chasseurs avec des feux de peloton particulièrement meurtriers grâce à la barricade qui avait été dressée, mais les juaristes sont très nombreux et parviennent à mettre le feu aux maisons et à repousser les premières tentatives de sorties des Chasseurs. Le corral étant en train de brûler et malgré de graves blessures dues aux combats (blessures par balles au bras droit et à la jambe droite et nombreuses plaies à la hanche et à la cuisse droite), le lieutenant Chauffeur, après avoir traversé deux fois les masses ennemies à la baïonnette, sort à nouveau de la tienda, menacée par les flammes.
Avec 18 chasseurs, Chauffeur se dirige vers le cerro (c'est-à-dire la colline) qui domine le village et passe la nuit dans la montagne. En raison de la nuit, le groupe s'est retrouvé dispersé et le lieutenant Chauffeur ne se retrouve plus qu'avec le sous-lieutenant Jeanselme, le fourrier Beaulouis, et les chasseurs Pornic, Raynaud, Leymann, Merly et Ducos. Grièvement blessé, le lieutenant Chauffeur charge le fourrier Beaulouis, accompagné de Raynaud et de Ducos, d'aller prévenir le général de Castagny à Siquieros du combat. À 4 h du matin, Beaulouis peut rendre compte au commandant Bréart des événements. Un peu plus tard le matin, la 5e compagnie de la colonne du général de Castagny parvient à récupérer les survivants,,. Le Moniteur universel publie : « Le lieutenant Chauffeur, commandant la compagnie [laissée à Los Veranos], a reçu quatre blessures ; il a eu 17 hommes tués. »
Quant aux 49 chasseurs, restés dans le village, ils acceptèrent la reddition que leur offrit le général Corona. À l'exception de deux évadés, tous furent emmenés à El Jacopo et au mépris de la reddition, furent exécutés.
« Ayant fait preuve d'une énergie au-dessus de tout éloge », son comportement héroïque lui vaut une Citation à l'ordre de l'armée. Il rentre ensuite en congé de convalescence en France pour une durée de 6 mois. Embarqué le 10 mai, il débarque à Lorient le 23 novembre 1865.

#### Controverse avec le capitaine Ferrer
Avoir sauvé le capitaine Joseph-Paul Ferrer aurait pu valoir au lieutenant Chauffeur la reconnaissance de son supérieur. Tel ne fut cependant pas le cas. Le capitaine Ferrer, jaloux de la perte de son commandement et de la gloire acquise par ses ex-subordonnés, prétendant avoir recueilli les confidences de quelques hommes de troupe, accuse le lieutenant Chauffeur et le sous-lieutenant Jeanselme, dans un courrier adressé directement au général en chef du Corps expéditionnaire, d'avoir multiplié les erreurs, puis d'avoir fui en abandonnant leurs hommes. Pour écrire ce courrier, le capitaine Ferrer, attendit que le lieutenant Chauffeur soit sur un navire de retour vers la France pour une convalescence en raison de ses blessures au combat et non à la chasse contrairement à lui et surtout n'en parla pas à ses supérieurs. Le maréchal Bazaine (alors général en chef) en recevant ce courrier demanda une enquête.
Le chef de bataillon Bréart, commandant du 7e bataillon de Chasseurs, démontra l'imposture absolue du capitaine Ferrer : « j'ai (le commandant Bréart) reçu, en présence des capitaines de Bonneville et Sayn, les déclarations de tous les  hommes qui avaient assisté à Veranos, et j'ai envoyé le tout au général. ». Le 7 octobre, le général de  division, en qualité d'inspecteur général, inflige au capitaine Ferrer, deux mois de prison « pour impostures, calomnies,etc., etc. » La lettre du général est, par son «ordre, lue devant les officiers du bataillon réunis»,.
Les mensonges et accusations calomnieuses du capitaine Ferrer lui valurent six mois et demi d'arrêts de rigueur, trois années de non activité et d'être radié des contrôles de l'armée,. L'ex-capitaine Ferrer tentera quatre recours, après le général en chef, deux fois le ministère de la Guerre, puis enfin le Sénat avec trois mémoires et en tout plusieurs centaines de pages, tous rejetés. Le rapporteur du Sénat écrira : « le Sénat reconnaîtra que les assertions du pétitionnaire ne sont point fondées et que la mesure prise à l'égard du capitaine Ferrer était suffisamment motivée. ». Cela ne lui suffira pas et après la chute de l'Empire, le colonel Ferrer (il avait réussi à se faire nommer colonel de la 2e Légion du Rhône par le Préfet du Rhône du gouvernement provisoire, mais le grade ne sera pas reconnu par l'armée) réitérera de nouvelles accusations calomnieuses contre le maréchal de Castelnau, des  généraux et colonels de la guerre de 1870. Il fut de nouveau arrêté en avril 1871 car l'ex-colonel, exclu de l'armée par une mise en réforme et donc civil, écrivit un ordre du jour à l'adresse du 16e bataillon de la garde nationale de Lyon en insultant l'armée et en « excitant à la guerre civile et à la désobéissance aux lois. »

### Guerre franco-prussienne
Le 12 mars 1866, le capitaine Chauffeur est nommé au 1er bataillon de chasseurs à pied, puis au bataillon de chasseurs à pied de la Garde impériale, le 8 avril 1868, à la veille de la guerre franco-prussienne de 1870. Il se voit remettre les insignes de chevalier de l'ordre de Sainte-Anne de Russie.
Le 16 août 1870, vers la fin de l'après-midi, les Prussiens concentrent le feu de leurs canons devant le ravin de Gorze où se trouvaient deux bataillons du 3e Grenadiers, le bataillon de Chasseurs à pieds de la Garde et la brigade Lapasset. Les Prussiens débouchent et se heurtent aux Français. Le maréchal Bazaine envoie la 1ère brigade de la division Montaudon les aider. À leur arrivée, les Chasseurs de la Garde reprennent l'offensive et « dans cette lutte, se font remarquer par leur brillante valeur : le capitaine Chauffeur ; etc ». Il est de nouveau blessé au bras gauche par un coup de feu lors de cette bataille de Rezonville,. Le capitaine Chauffeur participe ensuite au Siège de Metz (1870). Il est fait prisonnier de guerre par les Prussiens à la capitulation de la ville le 29 octobre 1870. Eugène Chauffeur est nommé provisoirement officier de la Légion d'honneur par arrêté du maréchal en chef de l'Armée du Rhin (1870), le 5 septembre 1870.
Libéré le 12 avril 1871, il rejoint un mois plus tard le 24e bataillon de chasseurs à pied. Il se voit officiellement décerner la croix d'officier de l'Ordre national de la Légion d'honneur le 31 mai, ce qui lui donne droit à 500 francs annuels de traitement.
Le 7 juin 1873, il permute avec le capitaine Madal et rejoint le 20e Bataillon de chasseurs à pied.

### Campagne d'Afrique
Eugène Chauffeur intègre ensuite le 36e régiment d'infanterie en tant que chef de bataillon le 12 mai 1875, puis participe à des opérations en Afrique à la tête du 8e bataillon de chasseurs à pied (11 mars 1876 - 20 mars 1882). Alors qu'il est en garnison au Fort National d'Alger, il obtient une permission en août 1876 du ministre de la Guerre pour venir se marier à Dieppe avec Charlotte Marine Prospérine Ledoux en octobre de la même année. Le 18 octobre 1877, le 8e bataillon de Chasseurs à pied est de retour en France et vient prendre garnison dans la citadelle d'Amiens.
Lors des grandes manœuvres de 1881, le 8e Chasseurs se distingue au sein de la 6e brigade qui devait « affronter » la 5e brigade autour du plateau de Matigny. Le général général Ferri-Pisani commandant les opérations félicite chaleureusement le 8e bataillon de Chasseurs ainsi que son chef, le commandant Chauffeur, qui « s'est particulièrement distingué pendant cette période d'instruction. » et propose l'officier à la nomination au grade de lieutenant-colonel.
Par décret du 21 mars 1882, le chef de bataillon Eugène Chauffeur se voit confier le 102e régiment d'infanterie avec une nomination au grade de lieutenant-colonel,,.

### Fin de carrière
Élevé au grade de colonel le 15 janvier 1887, Eugène Chauffeur prend les rênes du 32e régiment d'infanterie (France) qui est son dernier commandement,. Il préside le Conseil de Guerre du 9e Corps d'Armée en 1887 et 1888 pour les affaires de Justice militaire. Le colonel Chauffeur fit partie de ceux qui essayaient d'introduire de nouvelles techniques à l'armée comme l'utilisation des chiens de guerre pour la transmission des informations. Dans le même ordre d'idées, il s'est beaucoup impliqué dans les concours de tirs et présidera nombre d'entre-eux à Tours, même après sa retraite comme à Hyères.
Le 28 décembre 1889, il reçoit la « cravate » de commandeur de l'Ordre national de la Légion d'honneur, assortie d'un traitement annuel de 1 000 francs. La médaille lui est remise le 13 janvier 1890 devant toutes les troupes de la 35e brigade d'infanterie par le général Fabre à Tours. Atteint par la limite d'âge le 27 mars 1890, il entre dans le cadre de réserve. En 1895, il est colonel de réserve à la suite du 43e régiment d'infanterie.

### Retraite
Bien que retraité, le colonel Eugène Chauffeur, continue de rester à proximité des affaires militaires. Ainsi, après une période de souscription d'actions, la Société amicale coopérative des officiers de terre et de mer, est créée le 30 octobre 1890 sise au 18 de la rue Taitbout à Paris ; sous l'égide du Ministère de la Guerre, est effectuée la nomination de 10 administrateurs dont le colonel Eugène Chauffeur,. Il résidait rue Desmarets à Dieppe et y était également conseiller du Comité de la Croix-Rouge française de Dieppe (fondé en 1870) en 1902, afin d'apporter toute l'aide nécessaire aux blessés de guerre. Il décède à Rouen le 4 novembre 1904.

« Ce soldat mérite une mention spéciale car nul, dans l'ancienne armée, ne fut plus simplement brave que lui et peu de ses camarades eurent une carrière aussi glorieuse que la sienne. »

— Le Gaulois 11 novembre 1904.
Ses obsèques eurent lieu en l'église Saint-Rémy de Dieppe à 9h et demie  du matin le lundi 14 novembre 1904.

## Distinctions
- Commandeur de la Légion d'honneur (1889)[44].
- Médaille de Crimée[1].
- 2e classe dans l'ordre du Médjidié (Turquie). Chevalier de Medjidié[1] le 6 mai 1856.
- Médaille commémorative de l'expédition du Mexique[1].
- Médaille de l'ordre de Sainte-Anne de Russie[1] (autorisé à la porter le 3 avril 1868).

### Dossier de la Légion d'Honneur
- « Dossier Eugène Chauffeur LH/506/9 », sur culture.gouv.fr, Paris, Archives Nationales.

### Biographies et notices biographiques
- Gustave Louis Eugène Piéron, Histoire d'un régiment : la 32e demi-brigade (1775-1890), A. Le Vasseur, 1890, 381 p., p. 328-329. .
- « Nécrologie », La France Militaire, Paris, Lavauzelles, vol. 25e année, no 6240,‎ 9 novembre 1904, p. 2. .
- « sans-titre », Le Gaulois, vol. 39e année, no 9890,‎ 11 novembre 1904. .
- « Nécrologie », La Patrie, Paris, vol. 64e année,‎ 8 novembre 1904.

### Livres et presse

#### centrés sur Eugène Chauffeur
- Pierre Larousse, « Veranos (Los) », Supplément au Grand Dictionnaire Universel du XIXe Siècle, Paris, Larousse, vol. 16,‎ 1877, p. 1296.

- Rodolphe Mowat (dir.), « Episodes de l'expédition du Mexique - Détails sur les deux combats de Los Veranos le 10 et le 11 juin 1865 (sic, janvier) », Revue du Cercle militaire, Cercle national des armées (France), no 15,‎ 15 avril 1905, p. 372-376 (lire en ligne, consulté le 6 mai 2021)
- Joseph-Paul Ferrer, Causes de l'arrestation de M. Ferrer, ex-colonel de la 2e légion du Rhône, Lyon, Au Bureau du Guignol Illustré, 1871, 23 p. (lire en ligne).
- Eugène Chauffeur, « Affaire de Los Veranos », Le Progrès de Lyon, Lyon,‎ 31 mai 1871
- Joseph-Paul Ferrer, « La vérité sur l'affaire de Los Véranos », Le Progrès, Lyon,‎ 5 juin 1871
- Bréart, « Lettre du commandant Bréart au général en chef », Le Progrès, Lyon,‎ 12 juin 1871
- Ferrer, « sans titre », Salut Public de Lyon,‎ 20 septembre 1870
- P. de Pardeillan, « Souvenirs d'un vieux soldat », Feuille d'Avis de Neuchatel, Neuchatel (Suisse), vol. 169, no 159,‎ 12 juillet 1907, p. 2

Le récit du combat de Los Véranos centré sur le lieutenant Chauffeur sera raconté aussi dans les journaux suivants (en plus des sources déjà citées dans le texte):
- La Gazette nationale ou Le Moniteur universel du 1er avril 1865
- Le Journal des débats politiques et littéraires du 2 avril 1865
- Le Constitutionnel du 2 avril 1865
- La Patrie du 3 avril 1865
- Le journal du Cher du 4 avril 1865
- Le courrier de Bourges du 5 avril 1865
- Le Courrier français du 8 avril 1865
- Le Spectateur militaire du 15 mai 1889 et du 15 septembre 1891

#### mentionnant Eugène Chauffeur
- Bulletin des lois de la République Française, vol. 10, Paris, Imprimerie impériale, 1853, 1023 p., p. 916.
- Paul Laurent, « La Guerre du Mexique de 1862 à 1866, journal de marche du 3e chasseurs d'Afrique, notes intimes écrites au jour le jour », sur gallica.fr, 1867.
- « SÉNAT. Séance du mardi 7 mai 1867. Pétitions. », La Gazette Nationale ou Le Moniteur Universel, no 128,‎ 8 mai 1867, p. 547
- Un Chasseur d'Afrique (dir.) et B. Jouvin (rédacteur en chef), « La guerre du Mexique de 1862 à 1866 », Le Figaro, vol. 13e année, no 1168,‎ 26 avril 1866 (lire en ligne, consulté le 6 mai 2021). .
- Cremer (général) et Poullet (colonel), La Campagne de l'Est et l'armée de Bourbaki, Paris, Librairie des Célébrités contemporaines, 1873, 360 p.
- Dick de Lonlay, Français & Allemands : Histoire anecdotique de la Guerre de 1870-1871, Paris, Garnier Frères, 1888, 455 p., p. 356.
- « Les grandes manœuvres », Le Progrès de la Somme, Francis François, vol. 12e année, no 3165,‎ 27 septembre 1881, p. 2
- « Partie Officielle - Nominations - Infanterie », La France militaire, Lavauzelles, vol. 3e année, no 108,‎ 26 mars 1882.
- Louis Veuillot, « Actes officiels », L'Univers, no 8032,‎ 31 décembre 1889, p. 4.
- « Conseil de Guerre du 9e Corps - Présidence de M. le colonel Chauffeur, du 32e de ligne », L'Union Libérale, vol. 21e année, no 7,‎ 8 janvier 1888, p. 2Émile Mignot de Lyden (1815-1894), Nos 144 Régiments de ligne, Paris, A la Librairie Illustrée, 1888 (lire en ligne)
- « Société mixte de Tir du 70e Territorial », L'Union Libérale, vol. 22e année, no 182,‎ 24 août 1889, p. 2
- « Société amicale coopérative des officiers de terre et de mer », Journal des Débats politiques et littéraires, Paris,‎ 1er novembre 1890, p. 2.
- Parti social français, « L'Association amicale coopérative des officiers de terre et de mer », Le Petit journal, Paris, Parti social français,‎ 1er novembre 1890, p. 2.
- Dick de Lonlay (dir.) et Jules Ranson (rédacteur en chef), « Français & Allemands : Engagement de la division Deligny », La Nation, vol. 7e année, no 2297,‎ 9 août 1890
- Auguste Jean Charles Richard, Les Chasseurs à pied, Limoges, Henri Charles-Lavauzelle, 1891, 510 p. (lire en ligne), p. 253-254.
- Ministère de la Guerre (1791-1936), Annuaire de l'Armée française pour l'année 1895, Paris, Ministère de la Guerre }, 1895, 1785 p. (lire en ligne).
- Gaston de Prades, « Les chiens de guerre », La Revue Mame, Paris, Maison A. Mame et Fils, vol. 1, no 41,‎ 14 juillet 1895.
- Léonce Grandin (ill. MaîtreJean), Mémoires d'un chef de partisans de Vera-Cruz a Mazatlan, Tobra, 1895, 372 p.
- « Société de Tir », Le Petit Provençal, Marseille, Journal Républicain Socialiste, vol. 25, no 8507,‎ 30 avril 1900.
- Croix-Rouge française, Bulletin de la Société de secours aux blessés militaires des Armées de Terre et de Mer, vol. 38è année, Paris, A. Lahure, août 1902, 449 p., chap. 45.

- Ch. Saillard, « Avant le départ - Le 8e Bataillon de Chasseurs à pied - Son passé - Ses campagnes », Le Progrès de la Somme, Amiens, vol. 45e année, no 12973,‎ 27 septembre 1913, p. 2 (lire en ligne, consulté le 11 mai 2021)